# North Guwāhāti
North Guwāhāti är en ort i Indien.   Den ligger i distriktet Kāmrūp och delstaten Assam, i den östra delen av landet, 1 500 km öster om huvudstaden New Delhi. North Guwāhāti ligger 57 meter över havet och antalet invånare är 17 516.
Terrängen runt North Guwāhāti är platt åt sydost, men åt nordväst är den kuperad. Runt North Guwāhāti är det ganska tätbefolkat, med 144 invånare per kvadratkilometer. Närmaste större samhälle är Guwahati, 2,9 km sydost om North Guwāhāti. Runt North Guwāhāti är det i huvudsak tätbebyggt.